# Jinping (Honghe)
Jinping (en chino, 金平; pinyin, Jīnpíng, léase Chin-Píng) es un condado autónomo bajo la administración directa de la prefectura autónoma de Honghe. Se ubica al sur de la provincia de Yunnan, sur de la República Popular China. Su área es de 3677 km² y su población total para 2010 fue +300 mil habitantes.

## Toponimia
En 1917 se estableció el Distrito administrativo Jinhe (金河) que gobernaba las tierras del río Jing (金河 río oro) y el Distrito Administrativo Mengding (勐丁) que gobernaba la tierra de Mengding.
En 1932, se cambió a la Oficina administrativa Jinhe (金河) y la Oficina de administrativa Pinghe (平河 'río paz') y el 1 de septiembre de 1934 las dos oficinas se fusionaron para establecer el Condado Jinping (金平).
Como las otras regiones autónomas, se caracteriza por estar asociada a un grupo étnico minoritario, en este caso, los Miao, Yao, y Dai. La región recibió la condición de "autónomo" cuando se estableció el Condado autónomo miao, yao, y dai de Jinping el 7 de diciembre de 1985.

## Administración
El condado autónomo Jinping se divide en 13 pueblos que se administran en 2 poblados y 11 villas.